# Glynn Croudace
Glynn Croudace, née le 22 avril 1917 à Monmouth, au pays de Galles, est un écrivain britannique, auteur de roman policier.

## Biographie
Elle vit pendant dans de nombreuses années en Afrique du Sud, où elle publie en 1957 son premier roman policier Motives for Murder. Après son retour en Angleterre, au début des années 1960, elle fait paraître des nouvelles policières dans des magazines. En 1969 et 1970, elle donne coup sur coup, deux autres romans policiers, dont Le Bikini rouge (The Scarlet Bikini), traduit en France dans la collection Le Masque.

## Œuvre

### Romans policiers
- Motives for Murder (1957)
- Blackkader (1969)
- The Scarlet Bikini (1970) Publié en français sous le titre Le Bikini rouge, Paris, Librairie des Champs-Élysées, coll. « Le Masque » no 1155, juillet 1970

### Nouvelles
- The Sacred Butterfly (1955)
- Poacher of Ivory (1962)
- The Painted Cave (1962)
- Hawksbill Reef (1964)
- The Skull of Africa (1965)
- Amethyst Head (1965)
- Blackwater Fever (1966)
- Grand Prix in Diamonds (1966) Publié en français sous le titre Une perle... et des diamants, Paris, Opta, Alfred Hitchcock magazine no 110, 1971
- Scarlet Are the Minivets (1966)
- Cruise of the Marsh Rose (1967)
- Treasure of Hawksbill Reef (1967)

## Sources
- Jacques Baudou et Jean-Jacques Schleret, Le Vrai Visage du Masque, vol. 1, Paris, Futuropolis, 1984, 476 p. (OCLC 311506692), p. 142